# Schiffermuelleria splendidella
Schiffermuelleria splendidella is een vlinder uit de familie van de sikkelmotten (Oecophoridae). De wetenschappelijke naam van de soort werd voor het eerst geldig gepubliceerd in 1935 door Hans Georg Amsel.